# Hilding Ekman
Hilding Viktor Ekman (Stoccolma, 10 gennaio 1893 – Uppsala, 7 marzo 1966) è stato un mezzofondista svedese.

## Carriera
Prese parte ai Giochi olimpici di Anversa 1920 dove conquistò la medaglia di bronzo nella corsa campestre a squadre con Eric Backman e Gustaf Mattsson; nella gara individuale si piazzò all'undicesimo posto.

## Palmarès
| Anno | Manifestazione  | Sede    | Evento          | Risultato | Prestazione | Note |
| ---- | --------------- | ------- | --------------- | --------- | ----------- | ---- |
| 1920 | Giochi olimpici | Anversa | Cross           | 11º       | 28'17"0     |      |
| 1920 | Giochi olimpici | Anversa | Cross a squadre | Bronzo    | 23 p.       |      |